# Sexuelle Verwahrlosung
Der Begriff sexuelle Verwahrlosung oder sittliche Verwahrlosung beschreibt ein von der gesellschaftlichen Norm abweichendes sexuelles Verhalten. Überwiegend wurden Mädchen und Frauen in sozialwissenschaftlichen, sozialpädagogischen und pädagogischen Zusammenhängen als sexuell verwahrlost bezeichnet, der Begriff spielte unter anderem eine wichtige Rolle bei der Inhaftierung und Verfolgung von Frauen in der Zeit des Nationalsozialismus und war ein Schlagwort in der Erziehungsarbeit der 1950er bis 1970er Jahre. Durch Medienberichte über provokative Raptexte, Fälle von Kinderarmut und -vernachlässigung sowie exzessiven Medienkonsum kam der Begriff, jetzt auf Kinder und Jugendliche beiden Geschlechts bezogen, ab Mitte der 2000er Jahre wieder in die gesellschaftliche Diskussion.

## Zeit des Nationalsozialismus
In der Zeit des Nationalsozialismus galten Personen, die „durch einen unsittlichen Lebenswandel“ auffielen, z. B. sexuell unangepasst lebende junge Frauen, als asozial. Das betraf auch Prostituierte, Frauen mit jüdischen Sexual- oder Lebenspartnern, die der „Rassenschande“ bezichtigt wurden und alleinstehende Frauen mit unehelichen Kindern sowie Homosexuelle, Zuhälter oder Personen mit Geschlechtskrankheiten, die sich den Maßnahmen der Gesundheitsbehörden entzogen.
Die sittliche Verwahrlosung, auch als Unzucht bezeichnet, wurde als ein Problem betrachtet, das zu einer „sexuellen Unordnung“ und einem Verfall der Moral führen konnte. Ab dem Kriegsbeginn (1939) waren kriegsbedingt viele Männer nicht zu Hause bzw. in anderen Landesteilen stationiert; es gab die Meinung, dass dies das Problem verschärfe.
Viele als sittlich verwahrlost bezeichnete oder gerichtlich verurteilte Mädchen und Frauen wurden von staatlichen Institutionen in Konzentrationslager wie das Frauenlager KZ Ravensbrück oder das nahegelegene Mädchenlager Uckermark verbracht; viele von ihnen wurden ermordet. Die Bezeichnung „sexuell verwahrlost“ wurde in der Zeit des Nationalsozialismus nur für Mädchen und Frauen verwendet, während das sexuelle Verhalten von Männern ausschließlich unter dem Begriff der Homosexualität gebrandmarkt wurde.

## Nachkriegszeit
Auch nach dem Krieg wurde in Deutschland von geltenden gesellschaftlichen Normen abweichendes Sexualverhalten in den Jahren 1950 bis 1970 zum Anlass genommen, Mädchen in Erziehungsheime einzuweisen, wo sie zum Teil schwer misshandelt wurden. Noch rigider wurden Abweichungen von gesellschaftlichen Normen in den Heimen des Magdalenenordens in Irland sanktioniert, die bis in die 1990er Jahre bestanden. Im Zuge der Verwirklichung der sexuellen Selbstbestimmung von Frauen verschwanden derartige Sanktionen ab den 1970er Jahren.

## Heutige Begriffsverwendung
Als im April 2006 sowie im Februar 2007 Junge Liberale aus Niedersachsen die Freigabe von Pornographie ab 16 forderten, wurde von diversen Kommentatoren aus Politik und Jugendhilfe, von Arbeiterwohlfahrt über SPD bis hin zu CDU/CSU, behauptet, dies würde einer weiteren „sexuellen Verwahrlosung“ Jugendlicher Vorschub leisten.
Nach Februar 2007 wurde der Begriff „Sexuelle Verwahrlosung“ verstärkt in Medienberichten verwendet, die sich schwerpunktmäßig gegen Internetpornografie und Rap mit pornografischen Texten wandten. Bedeutsamster Beitrag hierbei war der Artikel „Voll Porno“ des Journalisten Walter Wüllenweber im „Stern“. Verschiedene andere Medien griffen das Thema auf und produzierten Beiträge mit ähnlichem Tenor und teilweise den gleichen Akteuren wie im „Stern“-Artikel, darunter die Fernsehmagazine Frontal21 und Monitor. Auch der Gründer des christlichen Kinderhilfsprojekts Die Arche, Bernd Siggelkow, sprach in seinem 2008 erschienenen Buch Deutschlands sexuelle Tragödie von sexueller Verwahrlosung bei Kindern und Jugendlichen.
Die Sexualforschung der 2000er Jahre hingegen fand im Durchschnitt keine empirisch nachweisbaren Verhaltensänderungen von Jugendlichen in eine derartige Richtung, weswegen z. B. der Leipziger Sexualforscher Kurt Starke die „sexuelle Verwahrlosung“ als „reines Medienphänomen“ und „Sensationsmache“ bezeichnet.
Jakob Pastötter, Präsident der Deutschen Gesellschaft für Sozialwissenschaftliche Sexualforschung, bezeichnete in einem Interview mit der Zeitung Die Zeit Sprachlosigkeit und fehlende Vaterfiguren als Gründe für eine nicht näher bezeichnete sexuelle Verwahrlosung, die mit sozialer Verwahrlosung einhergehe.